# لوکیوس لیکینیوس سورا
لوکیوس لیکینیوس سورا (به لاتین: Lucius Licinius Sura) (زاده ۴۰ میلادی، درگذشته‌ی حدود ۱۰۸ میلادی) یک سیاستمدار و نظامی امپراتوری روم بود، و دوست صمیمی امپراتور ترایانوس به‌شمار می‌آمد.

## زندگی‌نامه
وی اصالتی هیسپانیایی داشت و احتمالاً زاده‌ی بارسلون بوده است. او یکی از صمیمی‌ترین و معتدل‌ترین مشاوران نظامی ترایانوس بود. او در سال ۹۷ میلادی به کنسول سوفکتوس برگزیده شد، و در ادامه در سال ۹۸/۹۹ ــکه ترایانوس تازه به مقام امپراتوری رسیده بودــ فرماندار ژرمانیای کوچک شد، جایی که تا اندکی پیش از عزیمت به‌سوی داکیه در سال ۱۰۱ در آنجا ماند. در حقیقت، او در هر دوی جنگ‌های داکیهی ترایانوس حضور داشت (جنگ اول در ۱۰۲-۱۰۱ و جنگ دوم در ۱۰۶-۱۰۵ اتفاق افتادند). او برای سه مرتبه به کنسولی رسید: در ۹۷ میلادی، در ۱۰۲، و در ۱۰۷. درباره‌ی او گفته می‌شد که در یک توطئه علیه امپراتور ترایانوس نقش دارد. ترایانوس که آشکاراً نسبت به این خطر بی‌توجه بود، با آگاه شدن از این زمزمه‌ی توطئه واکنشی بروز نداد، حتّی برعکس، بی‌آنکه دعوت شده باشد برای شام به خانه خودِ سورا رفت، و گارد حافظتی خود را معاف کرد و هر غذایی که در جلویش گذاشتند را خورد. حتّی گلوی خود را پیش کشید تا سورا با تیغ صورت‌تراشی خودش، ریش او را بزند و نیز چشمانش را روغن بمالد.
پس از مرگ سورا، ترایانوس مراسم تدفین رسمی‌ایی به افتخار دوستش برگزار کرد و نیز امر کرد که تندیسی از وی در فروم خودش قرار داده شود.

## پانوشت‌ها
1. ↑  Julian Bennet (۲۰۰۱). Trajan, Optimus Princeps. Bloomington. ص. ۸۸.
2. ↑  Cassio Dione. Storia romana. ج. LXVIII. ص. ۱۶-۱۵.